# جکسون سنتر (اوهایو)
جکسون سنتر (به انگلیسی: Jackson Center) یک روستا در ایالات متحده آمریکا است که در شهرستان شلبی، اوهایو واقع شده‌است. جکسون سنتر ۴٫۳۸ کیلومتر مربع مساحت و ۱٬۴۶۲ نفر جمعیت دارد و ۳۱۳ متر بالاتر از سطح دریا قرار دارد.